# Hugo I van Meulan
Hugo I van Meulan (circa 965 - 25 augustus 1005) was eind 10e eeuw en begin 11e eeuw graaf van Meulan.

## Levensloop
Hugo I was de zoon van graaf Walram II van Meulan en diens onbekend gebleven echtgenote.
In 998 werd hij voor het eerst vermeld als graaf van Meulan, al is het volgens de Europäische Stammtafeln goed mogelijk dat hij deze functie al sinds 991 uitoefende. Hugo bleef dit ambt bekleden tot zijn dood in 1005.
Hugo was gehuwd met Oda, dochter van graaf Wouter II van Vexin. Uit hun huwelijk zijn drie zonen bekend: Walram III (overleden in 1068), graaf van Meulan; Hugo II (overleden in 1033), graaf van Vexin, en Helluin, burggraaf van Montois.